# موتور بلوچ خان (شورو)
موتور بلوچ‌خان روستایی در دهستان شورو بخش کورین شهرستان زاهدان استان سیستان و بلوچستان ایران است.

## جمعیت
بر پایه سرشماری عمومی نفوس و مسکن در سال ۱۳۹۵ جمعیت این روستا ۱۴۰ نفر (۳۸خانوار) بوده‌است.